# Palet
Der Palet (französisch: Ruisseau de Palet) ist ein kleiner Fluss im Westen von Frankreich, der im Département Ille-et-Vilaine der Region Bretagne nordöstlich der Stadt Vitré verläuft.

## Geografie

### Verlauf
Der Palet entspringt im Waldgebiet Bois de Beaufeu, am Berührungspunkt der Gemeinden Taillis, Val-d’Izé und Saint-Christophe-des-Bois, entwässert generell Richtung Südwesten und mündet nach rund 16 Kilometern an der  Gemeindegrenze von Champeaux und Saint-Jean-sur-Vilaine als rechter Nebenfluss in die Cantache.

### Orte am Fluss
(Reihenfolge in Fließrichtung)
- La Jartais, Gemeinde Taillis
- Le Bas Chemin, Gemeinde Val-d’Izé
- La Mesrie, Gemeinde Val-d’Izé
- Landavran
- Champeaux
- La Gavouillère, Gemeinde Saint-Jean-sur-Vilaine

## Sehenswürdigkeiten
- Château de l’Espinay, Schloss mit Ursprüngen aus dem 13. Jahrhundert am Flussufer beim See Étang de la Rivière in der Gemeinde Champeaux – Monument historique[4]